# Trabiju (ort)
Trabiju är en ort i Brasilien.   Den ligger i kommunen Trabiju och delstaten São Paulo, i den sydöstra delen av landet, 700 km söder om huvudstaden Brasília. Trabiju ligger 535 meter över havet och antalet invånare är 1 544.
Terrängen runt Trabiju är platt västerut, men österut är den kuperad. Närmaste större samhälle är Dourado, 6,7 km söder om Trabiju.
Omgivningarna runt Trabiju är en mosaik av jordbruksmark och naturlig växtlighet. Runt Trabiju är det ganska glesbefolkat, med 27 invånare per kvadratkilometer.